# Shara Nelson
Sharon Rose (Shara) Nelson (Londen, Engeland, 11 september 1965) is een Brits zangeres en muzikante.
Nelson is waarschijnlijk het bekendst als de zangeres van het nummer "Unfinished Sympathy" van de Britse band Massive Attack, dat in 1991 de eerste positie in de Nederlandse Top 40 behaalde. Nelsons samenwerking met Massive Attack bleef niet beperkt tot het verlenen van haar stem alleen, zij assisteerde ook bij andere aspecten tijdens het maken van het album Blue Lines. Nadat Blue Lines was uitgebracht besloot zij echter haar samenwerking met de band stop te zetten.
In juli 1993 startte Nelson haar solocarrière met het nummer "Down That Road", dat de Engelse Top 20 behaalde. De single werd uitgebracht door Cooltempo Records nadat Nelson vanuit Bristol weer was teruggekeerd naar Londen. Zowel Paul Oakenfold als Steve Osbourne maakten een remix van de single.
In 1994 werd Nelson voor een Mercury Music Award genomineerd. Nelson is in totaal drie keer genomineerd voor een Brit Award.
- Bibliothèque nationale de France: cb13983234c (data)
- Gemeinsame Normdatei: 13485134X
- International Standard Name Identifier: 0000 0000 7982 3026
- Library of Congress Control Number: no2007081079
- MusicBrainz: f0874fae-9251-4dc8-9a48-2b71f6502a10
- Nationale Bibliotheek van Tsjechië: xx0194373
- Nationale Bibliotheek van Israël: 987007349464505171
- Virtual International Authority File: 7582871
- WorldCat: E39PBJbRgh4PmTpQRxbkTT34v3